# Grand Prix du Morbihan 2021
La 44e édition du Grand Prix du Morbihan (anciennement : Grand Prix de Plumelec-Morbihan) a lieu le 16 octobre 2021 alors qu'elle était initialement prévue le 15 mai 2021. La course est la dernière épreuve du calendrier UCI ProSeries 2021 en catégorie 1.Pro. C'est également une épreuve de la Coupe de France sur route. L'édition de 2020 a été annulée en raison de la pandémie de Covid-19. La course est remportée au sprint par le Belge Arne Marit de l'équipe Sport Vlaanderen-Baloise.

## Présentation

### Parcours
Cette épreuve de 176,9 km se termine par un circuit avec 7 passages sur la ligne d’arrivée de Grand-Champ. Le premier passage sur la ligne d'arrivée se situe après 87,8 kilomètres de course.

### Équipes participantes
Seize équipes sont au départ de la course : trois équipes UCI WorldTeam, sept équipes continentales professionnelles, cinq équipes continentales et une équipe nationale.
| WorldTeams (3)- Groupama-FDJ - Cofidis - AG2R Citroën Team ProTeams (7)- Sport Vlaanderen-Baloise - Burgos-BH - Arkéa-Samsic - TotalEnergies - Rally Cycling - B&B Hotels p/b KTM - Uno-X Pro Cycling Team Équipes continentales (5)- Saint Michel-Auber 93 - Bike Aid - Xelliss-Roubaix Lille Métropole - EvoPro Racing - Tarteletto-Isorex Équipe nationale- France |
| |

### Favoris
Les favoris les plus cités sont les Français Dorian Godon (AG2R Citroën), Valentin Madouas (Groupama-FDJ), Mathieu Burgaudeau (Total Direct Énergie), Bryan Coquard (B&B Hotels),  et Guillaume Martin (Cofidis), l'Italien Elia Viviani (Cofidis) et le Norvégien Edvald Boasson Hagen (Total Direct Énergie).

## Résumé
Lars van den Berg, Jérémy Leveau et Jean-Louis Le Ny sont les trois derniers échappés à être repris avant le dernier passage sur la ligne. Le peloton s'engage alors pour une arrivée au sprint. Bryan Coquard est bien lancé mais entre lui et les barrières le coureur belge Arne Marit réussit à passer pour gagner la course. C'est sa première victoire professionnelle.

## Classement final
| \| Classement général \| Classement général \| Classement général \| Classement général \| Classement général \| \| Coureur \| Coureur \| Pays \| Équipe \| Temps \| \| ------------------ \| ------------------ \| ------------------ \| ------------------------ \| ------------------ \| \| 1er \| Arne Marit \| Belgique \| Sport Vlaanderen-Baloise \| 3 h 51 min 40 s \| \| 2e \| Bryan Coquard \| France \| B&B Hotels p/b KTM \| + 0 s \| \| 3e \| Elia Viviani \| Italie \| Cofidis \| + 0 s \| \| 4e \| Jason Tesson \| France \| Saint Michel-Auber 93 \| + 0 s \| \| 5e \| Dorian Godon \| France \| AG2R Citroën Team \| + 0 s \| \| 6e \| Manuel Peñalver \| Espagne \| Burgos-BH \| + 0 s \| \| 7e \| Théo Cotard \| France \| France \| + 0 s \| \| 8e \| Romain Cardis \| France \| Saint Michel-Auber 93 \| + 0 s \| \| 9e \| Andreas Goeman \| Belgique \| Tarteletto-Isorex \| + 0 s \| \| 10e \| Lilian Calmejane \| France \| AG2R Citroën Team \| + 0 s \| |                  |          |                          |                 |
| |                  |          |                          |                 |
| Source : ProCyclingStats |                  |          |                          |                 |
| Classement général |                  |          |                          |                 |
| Coureur | Coureur          | Pays     | Équipe                   | Temps           |
| 1er | Arne Marit       | Belgique | Sport Vlaanderen-Baloise | 3 h 51 min 40 s |
| 2e | Bryan Coquard    | France   | B&B Hotels p/b KTM       | + 0 s           |
| 3e | Elia Viviani     | Italie   | Cofidis                  | + 0 s           |
| 4e | Jason Tesson     | France   | Saint Michel-Auber 93    | + 0 s           |
| 5e | Dorian Godon     | France   | AG2R Citroën Team        | + 0 s           |
| 6e | Manuel Peñalver  | Espagne  | Burgos-BH                | + 0 s           |
| 7e | Théo Cotard      | France   | France                   | + 0 s           |
| 8e | Romain Cardis    | France   | Saint Michel-Auber 93    | + 0 s           |
| 9e | Andreas Goeman   | Belgique | Tarteletto-Isorex        | + 0 s           |
| 10e | Lilian Calmejane | France   | AG2R Citroën Team        | + 0 s           |

## Classements et prix annexes
- Classement des sprints intermédiaires : Léo Danès (Équipe de France)
- Meilleur breton et morbihannais :